# Pantoléon
Pour l’article homonyme, voir Pantaléon.
Pantoléon était un moine du monastère des Byzantins, fondé par Abraham d'Éphèse au VIe siècle à Jérusalem. 
On conserve de lui des homélies, probablement du VIIe siècle.

## Édition
- CPG 7915 (existe aussi en syriaque et en slavon)
- CPG 7918: F. Halkin, "Un discours inédit du moine Pantoléon sur l'élévation de la Croix BHG 427p", dans OCP 52 (1986), 252-270